# Гай Ліциній Веррес
Гай Ліциній Веррес (лат. Gaius Licinius Verres; 114 до н. е. — 43 до н. е.), римський політичний діяч.
Прихильник Сулли, але колишній маріанець. Як легат першого з них був направлений в Азію у 80 р. Міський претор (praetor urbanus) у 74 р. У 73 — 71 рр. керував провінцією Сицилія, де відзначився зловживаннями і здирництвом, за що після повернення у Рим був відданий під суд. Обвинувачем на суді виступив Цицерон. Вважаючи справу програною, Веррес ще до закінчення процесу добровільно пішов у вигнання. У 43 р. при другому тріумвіраті Веррес був занесений Марком Антонієм у проскрипційний список і страчений, у цьому ж році був страчений і його обвинувач Марк Туллій Цицерон

## Біографія

### Громадська діяльність
У політичній сфері Веррес спочатку підтримував Гая Марія (157-86 рр.) і був популяром, але згодом перейшов до оптиматів. Луцій Корнелій Сулла  подарував йому землю у  Беневентумі і врятував від покарання за марнотратництво. У 80 році Веррес служив  легатом у Азії. 
У 74 році за щедрий хабар Веррес отримав посаду претора. Він зловживав своїми повноваженнями задля досягнення своїх політичних цілей. У результаті його відправили як губернатора до Сицилії, годувальниці Римської республіки - особливо багатій провінції завдяки її центральному положенню у Середземномор'ї, але під пануванням Верреса острів зазнав більше страждань і спустошень, ніж під час Першої Пунічної війни (264-241 рр.). Веррес значно знизив кількість тих, хто вирощував пшеницю, з допомогою надмірних податків і несправедливо скасованих контрактів. Він грабував храми і приватні будинки, зокрема примусово забирав собі твори мистецтва, ігнорував права римських громадян.
Ще одне серйозне звинувачення проти Верреса, яке було висунуте під час його перебування на Сицилії, стверджувало, що під час повстання Спартака (73-71 рр.) він використав надзвичайне становище, щоб зібрати гроші. Він, нібито, навмисно звільнив рабів аби згодом звинуватити їх у змові зі Спартаком і таким чином викликати смуту у провінції. Він виголосив, що раби засудженні на смерть через розп'яття, але натякнув, що власник може врятувати свого раба за значний хабар. Також він називав неіснуючих рабів, звинувачуючи їх господарів у тому, що вони ховають повстанців і за це кидав їх у тюрму до тих пір, поки не отримував викуп.
Веррес повернувся у Рим у 70 році. У тому ж році на прохання сицилійців Марк Туллій Цицерон. звинувачує Верреса. Згодом Цицерон опублікував ряд викривальних промов на судовому процесі  Verrine Orations. Веррес доручив свій захист провідному римському адвокату, Квінту Гортензію, що володів симпатіями і підтримкою ряду впливових римських патриціїв. Всього нараховується три промови проти Верреса, проте вже після першої той, фактично, визнав свою провину та залишив Рим. У промовах Цицерон викриває систему хабарництва, здирництва і корупції, яка існувала в Пізній Римській республіці  [Архівовано 29 квітня 2017 у Wayback Machine.].
Суд на той момент (за законодавством Сулли) складався виключно з сенаторів, частина з яких були друзями Верреса. Тодішнім претором був Маній Ацилій Глабрій, відомий своєю чесністю та справедливістю, через що планований Верресом підкуп не вдався. Крім того, Гортензій (товариш Верреса) намагався затягнути суд. Це можна було здійснити або завдяки проведенню спершу розгляди справи Віфінського правителя, проте коли це не вдалося, захист почав використовувати процедурне перенесення. Затягнення справи було корисним, оскільки у 69 році до н.е. Гортензій перебував би на посаді консула, що принесло б Верресу майже гарантований виправдовувальний вирок. Здійснити це було доволі легко, адже судові засідання не проводились під час святкових ігор, які б тривали протягом серпня-жовтня, тож шанси у сторони захисту були доволі великими.
Натомість Цицерон вирішив замість традиційних тривалих перших промов у суді здійснити коротку викривальну і приступити до опитування свідків, завдяки чому вже у серпні справа по-суті була вирішена на користь сицілійців. 
Після тієї ж першої промови 5 серпня 70 р. до н.е. Гортензій відмовився відповідати на суді та порадив Верресу залишити Рим.  7 серпня Веррес виїхав з Риму.  Вже за 9 днів той перебував на шляху до Массалії (сьогодні - Марсель), де і перебував у вигнанні до 43 р. до н.е., коли загинув в результаті занесення до проскрипційного списку Марком Антонієм.Про подальшу службу Гая Верреса жодних свідчень немає. Цицерон невдовзі опублікував свої промови проти Верреса, зокрема завдяки його вільновідпущеннику Марку Туллію Тирону. Матеріал справи було поділено на 5 книг, кожній з яких відповідає окрема промова. Серед промов - про викрадення Верресом статуй богів та творів мистецтва, пограбування храмів, про військові дії Верреса і його зловживання, а також про страту командирів кораблів та римських громадян.  
З існуючих промов проти Верреса збереглося повні три  [Архівовано 18 червня 2017 у Wayback Machine.]
Наслідки справи Верреса 
За кілька днів після першого виступу Цицерона, Веррес добровільно покинув Рим. Завдяки очевидним свідченням сицилійців, суд виніс звинувачувальний вирок, зобов'язавши Верреса залишити межі Риму і наклав штраф у кількості 40 000 000 сестерціїв. 
У Римській республіці ім'я Верреса стало сприйматися зі зневагою, а виступи Марка Туллія Цицерона та успіх 36-річного адвоката принесли йому славу і подальше кар'єрне зростання. Промови проти Верреса є цінними і завдяки характеристиці соціально-економічного та політичного становища Сицилії в 73-70 роках до н.е. Крім того, описано побутове життя як римських патриціїв, так і плебсу, піратство у Середземному морі, найбільш поширені предмети торгівлі. 
Саме у своїх промовах проти Верреса Цицерон відточував свій літературний публіцистичний стиль, який згодом кристалізувався у промови проти Катіліни, приклади високого стилю латини.